# 奥兰治堡 (南卡罗来纳州)
奥兰治堡（英語：Orangeburg）是美国南卡罗来纳州下属的一座城市。城市类型是“City”。其面积大约为8.48平方英里（21.96平方公里）。根据2010年美国人口普查，该市有人口13,964人，人口密度约为每平方 英里1,646.89人（约合每平方公里635.89人）。